# غولمال: متعة بلا حدود
غولمال: متعة بلا حدود (بالهندية: गोलमाल)‏ (بالإنجليزية: Golmaal: Fun Unlimited) فيلم كوميدي هندي باللغة الهندية صدر عام 2006، من إخراج روهيت شيتي، وكتابة نيراج فورا، وإنتاج دهيلين ميهتا، بالتعاون مع شركة شري أشتافيناياك سين فيجن المحدودة، وباراج سانغفي، بالتعاون مع شركة كي سيرا سيرا برايفت ليمتد. وهو الجزء الأول من سلسلة أفلام غولمال، من بطولة أجاي ديفجان، توشار كابور، أرشد وارثي وشرمان جوشي، إلى جانب ريمي سين وباريش راوال.

## قصة
لاكشمان طالبٌ نجيب، يُصرف انتباهه عن دراسته بسبب أصدقائه المشاغبين، غوبال، مادهاف، ولاكي، الذين يتشارك معهم الغرفة، رغم طردهم من الجامعة لأكثر من عشر سنوات. غوبال هو القوة المحركة للمجموعة، مادهاف هو العقل المدبر، ولاكي هو الشخص المناسب، ولكنه أبكم. يدين هذا الرباعي بالفضل لمجرم/صاحب كراج يُدعى فاسولي، الذي يلاحقهم باستمرار. يستخدمون غرفة لاكشمان في السكن لأنشطتهم المشاغبة.
يُمارس لاكشمان ضغطًا من أقرانه ليُجبرهم على القيام بسلسلة من عمليات الاحتيال لكسب المال لنفسه ولأصدقائه، ويُعاقبون بالطرد من الجامعة. خلال استراحة قصيرة في الغابة ليلًا، يكشف كلٌّ منهم عن ماضيه. كانت والدة لاكشمان تعمل خادمة لدى موظف حكومي. عاش مادهاف طفولةً صعبة، فقد كان شاهدًا على المشاجرات المستمرة بين والديه. تخلى والد لاكشمان عنه وعن والدته وتزوج مرة أخرى. اعتاد أبناء والد لاكي بالتبني السخرية من صمت لاكي. يكشف غوبال أنه يتيم نشأ في دار أيتام جامناداس. يتعقب فاسولي وعصابته المجموعة في الغابة ويطاردونهم. ثم يجد الرباعي ملجأ في منزل زوجين أعمى، سومناث ومانجالا، اللذين ينتظران حفيدهما، سمير، الذي يرث صندوق كنز أجدادهما من جهة الأب المخبأ في منزل الزوجين القديمين. يتظاهر غوبال بأنه سمير عائدًا من أمريكا، ويدخل المنزل، بينما يتسلل الأصدقاء الثلاثة الآخرون مختبئين. تتكشف لعبة القط والفأر حيث يشكل جسد لاكشمان وصوت غوبال سمير. في كل مرة يظهر فيها الزوجان الأعمى بينهما، تنشأ مواقف مضحكة. تدخل نيرالي، الفتاة الوقحة المجاورة، ويصبح لدى المجموعة الآن الوقت والمكان و"الموارد" للوقوع في الحب. تفشل جهودهم في الفوز بقلب السيدة. في هذه الأثناء، يُريد رجل عصابات يُدعى بابلي سرقة الصندوق من منزل الزوجين، لكن جميع محاولات رجاله تُحبط عن غير قصد أو علم من قِبل الرباعي.
يعثر الرباعي على الصندوق مُخبأً خلف لوحة قديمة في المنزل، على الرغم من توسّل لاكشمان ألا يفتحه. ثم يظهر سومناث ويفتح الصندوق الذي يحتوي على أربعة أشياء: صندوق بوصلة، ومسدس لعبة، وسيارة لعبة، وجرة تحتوي على رماد، يكشف سومناث أنها رماد سمير؛ فقد قُتل سمير الحقيقي مع والديه في حادث سيارة وهم في طريقهم إلى الهند للقاء جديه، بعد أن علم ابن سومناث أن سومناث ومانغالا قد أصيبا بالعمى الدائم في حادث. ذهب سومناث، بمساعدة صديقه، وهو مفوض شرطة، إلى أمريكا وأشعل محرقة ابنه وزوجة ابنه وحفيده، واحتفظ برمادهم في الجرة التي احتفظ بها في الصندوق. سمعت مانغالا القصة كاملةً، مُدينةً زوجها لكذبه عليها طوال تلك السنوات، ومنعه لها من احتضان حفيدها أو إشعال النار، وانتقدت في الوقت نفسه الرباعي لخداعهم وإيذائهم لمشاعرها. ثم وصل بابلي مع عصابته، وكشف لاحقًا أنه أخفى الماس في الجرة التي كان سومناث يحملها عند عودته إلى الهند. انضم باندورانغ، وهو قاتل مأجور أرسله بابلي سابقًا، وكان يعمل خادمًا للزوجين الكفيفين، إلى جانب غوبال بعد سماعه حقيقة سمير، وساعد في صد العصابة، ووقع فاسولي في الاضطراب بعد أن تتبع الرباعي إلى منزل الزوجين الكفيفين. انتهى الشجار بطعنة بابلي لغوبال عن طريق الخطأ في مؤخرته بسكين عندما حاول الأخير مهاجمة الزوجين الكفيفين، وفقد غوبال وعيه بعد ذلك بوقت قصير، ولكن ليس قبل تحذير مادهاف ولاكي ولاكشمان من لمس السكين، تاركًا الأصدقاء الثلاثة يضحكون. كما فقد بابلي وعيه بعد أن رأى الدم يسيل من مؤخرة غوبال. بعد دخول غوبال المستشفى، أُزيلت السكين من مؤخرته، وأُلقي القبض على بابلي. ثم مُنح لاكشمان وغوبال ومادهاف ولاكي مكافأة قدرها 10% من القيمة الأصلية للألماس لاعتقالهم بابلي. ثم اختارت نيرالي لاكي زوجًا لها، قائلةً إنها تريد شريكًا يستمع إليها فقط، ووجدت فيه الحب الحقيقي والوفاء، تاركةً الثلاثة الباقين في حالة من الإحباط.

## طاقم التمثيل
- أجاي ديفجان بدور جوبال "جوبو" كومار سانتوشي، الذي صوت سمير بهاردواج المزيف.
- توشار كابور في دور لاكي جيل
- أرشد وارثي في دور مادهاف سينغ غاي
- شرمان جوشي في دور لاكسمان براساد شارما، الذي يقوم بدور جسد سمير المزيف
- ريمي سين في دور نيرالي
- باريش راوال في دور سومناث بهاردواج، جد سمير.
- سوشميتا موخرجي في دور مانجالا بهاردواج، جدة سمير.

## روابط خارجية
- غولمال: متعة بلا حدود على موقع IMDb (الإنجليزية)
- غولمال: متعة بلا حدود على موقع روتن توميتوز (الإنجليزية)
- غولمال: متعة بلا حدود على موقع أول موفي (الإنجليزية)
- غولمال: متعة بلا حدود على موقع فيلمافينيتي (الإسبانية)
- غولمال: متعة بلا حدود على موقع قاعدة بيانات الفيلم (الإنجليزية)
- غولمال: متعة بلا حدود على موقع ليتربوكسد (الإنجليزية)
- غولمال: متعة بلا حدود على موقع كينوبويسك (الروسية)